# Wapen van Holsbeek

Het huidige wapen van Holsbeek (sinds 1988).

Het Wapen van Holsbeek is het heraldisch wapen van de Belgische gemeente Holsbeek. Het eerste wapen werd op 22 november 1924 toegekend, terwijl het huidige wapen op 16 september 1988 aan de nieuwe fusiegemeente Holsbeek werd toegekend.

## Geschiedenis
Het huidige wapen werd toegekend na de fusie van Holsbeek met Kortrijk-Dutsel, Nieuwrode en Sint-Pieters-Rode en omvat daarom in het eerste kwartier het oude wapen van Holsbeek, in het tweede verwijst het naar Sint-Pieters-Rode met haar patroonheilige Sint-Pieter, in het derde omvat het het oude wapen van Nieuwrode (drie gouden fleur-de-lis in keel) en in het vierde verwijst het naar Kortrijk-Dutsel met haar patroonheilige Sint-Maarten. Het oude wapen van Holsbeek was gebaseerd op het oudst bekende zegel uit 1351 dat de heilige Maria (patroonheilige van Holsbeek) door twee kruisen geflankeerd afbeelde.

## Blazoen
Het wapen heeft de volgende blazoenering:
Gevierendeeld 1. in lazuur een gekroonde Onze-Lieve-Vrouw dragend op de linkerarm het Kind Jezus en houdend in de rechterhand een scepter getopt met een zespuntige stralende ster, en begeleid van twee kruisjes, het geheel van goud 2. in keel een Sint-Pieter houdend in de rechterhand een sleutel en in de linkerhand een boek, en begeleid links van een bisschopsstaf, het geheel van goud 3. in keel drie lelies met afgesneden voet van goud 4. in lazuur een Sint-Maarten te paard, het geheel van goud, vergezeld in de linkerbovenhoek van een schildje van sinopel met drie maliën van zilver en een schildhoofd van goud beladen met drie palen van keel.